# Le Fantôme de l'Opéra (film, 1998)
Pour les articles homonymes, voir Le Fantôme de l'Opéra (homonymie).
Pour plus de détails, voir Fiche technique et Distribution.
Le Fantôme de l’Opéra (Il fantasma dell'opera) est un film d'épouvante italien réalisé par Dario Argento et sorti en 1998. Il est adapté du roman français homonyme de Gaston Leroux publié en 1910. Quoique l'action du film est située comme dans le roman à Paris, le film a été surtout tourné en Italie et en Hongrie.
En 1877, dans l'Opéra de Paris, plusieurs ouvriers sont retrouvés dévorés, mutilés et assassinés par une force mystérieuse. Sur la scène du théâtre, la jeune soprano Christine Daaé répète. Un fantôme l'observe, visiblement subjugué par sa beauté et son talent. Il décide de l'aborder. La jeune femme, intriguée et troublée, va basculer dans une passion amoureuse aussi irréelle qu'éphémère pour ce fantôme. Pendant ce temps, l'Opéra continue à être le théâtre d'une série de mystérieux accidents.

## Synopsis
Dans le Paris de 1877, une bande de rats sauve un bébé abandonné dans un panier qui flotte sur la Seine. Ils l'élèvent dans les souterrains de l'Opéra de Paris. Cet enfant devient le Fantôme de l'Opéra, un misanthrope qui tue tous ceux qui s'aventurent dans ses souterrains en représailles des rats qui se font tuer par les hommes dès qu'ils s'aventurent en surface. Le Fantôme tombe amoureux de la jeune chanteuse d'opéra Christine Daaé, alors qu'elle chante seule sur scène un soir. La jeune soprano Christine Daaé s'exerce au rôle de Juliette comme doublure de la diva Carlotta Altieri. Le Fantôme apparaît devant elle et lui dit que sa voix remplit son cœur de lumière. Après son départ, il lui parle par télépathie et ils entament une relation amoureuse.
Le baron Raoul De Chagny est également tombé amoureux de Christine. Au départ, Christine résiste à ses avances et ne lui concède qu'une relation platonique. Plus tard, elle se dit qu'elle est peut-être amoureuse des deux hommes. Une nuit, le Fantôme l'appelle et elle descend en bateau jusqu'à son repaire à travers un étang souterrain. En arrivant, elle le trouve jouant de l'orgue et il lui demande de chanter pour lui. Christine chante la même chanson qu'il l'a entendue chanter la première fois qu'il l'a vue sur scène. Après avoir fait l'amour dans son lit, le Fantôme lui révèle son passé. Il lui demande de rester dans sa tanière pendant qu'il va faire en sorte de lui garantir l'exclusivité de l'interprétation de Juliette, en lieu et place de Carlotta Altieri. Mais Christine refuse son aide, ne veut pas rester seule et se met en colère contre lui. Alors qu'il s'éloigne en bateau sur l'étang, elle lui crie qu'elle le déteste.
Le Fantôme tente de menacer Carlotta, la diva du spectacle, pour qu'elle laisse sa place à Christine mais Carlotta l'ignore. Pendant son interprétation de Juliette, le Fantôme met sa menace à exécution et fait tomber un lustre sur le public, blessant de nombreux spectateurs. Lorsqu'il revient vers Christine, celle-ci refuse le rôle qu'il lui a réservé. Il se met en colère et la viole. Après son réveil, Christine voit le Fantôme couvert de ses rats et les caressant. Pendant qu'il joue avec les rats, elle s'échappe sur le bateau. Elle s'en va rejoindre Raoul, et ils montent sur le toit où ils tombent dans les bras l'un de l'autre. Le Fantôme les espionne et fond en larmes lorsqu'il les voit s'embrasser.
La nuit suivante, Christine joue le rôle de Juliette sur scène. Soudain, le Fantôme descend en piqué sur la scène, et elle s'évanouit dans ses bras. Alors que le Fantôme enlève Christine, Raoul et la police les poursuivent. Le Fantôme ramène Christine dans sa grotte et l'allonge. Lorsqu'elle se réveille, il lui dit qu'elle est à lui et qu'ils resteront seuls ensemble jusqu'à la mort. Elle lui frappe le visage avec une pierre et appelle Raoul à l'aide, mais regrette instantanément son geste et ses sentiments pour le Fantôme reviennent. Raoul apparaît et tire dans l'estomac du Fantôme avec un fusil, alors que Christine se met à hurler. Bien que mortellement blessé, la principale préoccupation du Fantôme est la sécurité de Christine, car il craint que la police ne la tue maintenant qu'elle sait qu'elle est avec lui.
Le Fantôme les conduit au lac. Raoul et Christine montent dans le bateau mais le Fantôme reste sur le quai et repousse le bateau. Il dit à Raoul de sortir de la grotte et de rejoindre la Seine. Raoul s'exécute, ignorant les cris et les objections de Christine. Le Fantôme affronte alors la police et se fait abattre de plusieurs balles. Il entend Christine l'appeler « mon amour » et crie son nom avant d'être poignardé dans le dos puis de tomber dans le lac et de mourir. Les rats regardent tristement son corps se noyer et Christine pleure, le cœur brisé.

## Fiche technique
- Titre français : Le Fantôme de l'Opéra[1]
- Titre original italien : Il fantasma dell'opera
- Réalisation : Dario Argento
- Scénario : Gérard Brach et Gaston Leroux
- Photographie : Ronnie Taylor
- Production : Giuseppe Colombo
- Sociétés de production : Medusa Film, Reteitalia, Cine 2000
- Pays de production :  Italie
- Langues originales : italien, français
- Format : Couleurs - 1,85:1 - Dolby Digital
- Genre : Épouvante
- Durée : 95 minutes (1h 35)
- Date de sortie : 
  - Italie : 20 novembre 1998
  - France : 3 février 1999[1]
- Classification :
  - France : interdit aux moins de 12 ans lors de sa sortie en salle.

## Distribution
- Julian Sands : le fantôme
- Asia Argento : Christine Daaé
- Andrea Di Stefano : Baron Raoul De Chagny
- Nadia Rinaldi (it) : Carlotta Altieri
- Coralina Cataldi Tassoni : Honorine
- István Bubik : Ignace
- Lucia Guzzardi (it) : Madame Giry
- Aldo Massasso (it) : Pourdieu
- Zoltan Barabas : Poligny
- Gianni Franco (it) : Montluc
- David D'Ingeo (it) (VF : Vincent Ropion) : Alfred
- Kitty Kéri : Paulette
- John Pedeferri : docteur Princard
- Leonardo Treviglio : Jerome De Chagny
- Massimo Sarchielli : Joseph Buquet

## Production
Dario Argento coécrit et produit en 1997 Le Masque de cire, le premier film de Sergio Stivaletti d'après le récit Le Cœur cambriolé de l'écrivain français Gaston Leroux. Le projet devait initialement être réalisé par Lucio Fulci, mais le cinéaste est décédé peu avant le début du tournage. Argento a confié qu'il s'est beaucoup investi dans cette initiative car il était passionné par l'œuvre de Leroux depuis son enfance, et il a déclaré que c'est à cette époque qu'il avait décidé de réaliser sa propre adaptation du Fantôme de l'Opéra, l'un des romans les plus célèbres de Leroux. Pour élaborer le scénario, il rencontre Gérard Brach — connu pour son travail avec Roman Polanski — et confie le rôle du fantôme à l'acteur britannique Julian Sands et celui de Christine Daaé à sa fille Asia.
Le rôle du fantôme était initialement écrit pour John Malkovich. La version originale prévue par Dario Argento durait une heure de plus que la version cinématographique, qui a apparemment été coupée et remontée par les producteurs contre la volonté du réalisateur afin de rendre le film le plus commercial possible. Le tournage se déroule du 19 janvier au 17 avril 1998 en Italie, à Budapest en Hongrie et en France. Certaines scènes du film sont tournées à l'intérieur des grottes de Pertosa dans la province de Salerne en Campanie. Les scènes se déroulant dans l'Opéra de Paris sont en réalité tournées à l'Opéra d'État hongrois de Budapest.

### Bande originale
La bande son a été composée par Ennio Morricone et comprend l'Air des clochettes de l'opéra Lakmé de Léo Delibes et l'ouverture du Faust de Charles Gounod.

## Exploitation
Le film sort en Italie le 20 novembre 1998 distribué par Medusa Distribuzione. En France, le film sort le 3 février 1999 distribué par Les Films de l'Astre.
Dans l'ensemble, le film déçoit. Aurélien Férenczi dans Télérama parle d'« un nanar quasiment irregardable » où les interprétations sont grotesques : « Julian Sands est coiffé comme Panoramix le druide et Asia Argento n’en finit pas de vocaliser en play-back l'air des clochettes de Lakmé, de Léo Delibes ». Les dix critiques américaines que recense Rotten Tomatoes donnent un pourcentage « pourri » au film de 10 %. 
D'après le Lexikon des internationalen Films, « Dans la version de Dario Argento, le roman d'épouvante classique de Gaston Leroux se présente sous une stylisation inhabituellement hermétique : en se limitant systématiquement aux formes d'images et de dramaturgie de la fin du XIXe siècle, le film nous entraîne dans un monde morbide, en dehors de toute notion de temps, dans lequel se développe l'histoire de la jeune chanteuse de l'Opéra de Paris et du monstre qui l'assaille depuis les catacombes des enfers. Ceux qui s'attendent à un film d'horreur à suspense seront déçus - du point de vue artistique, la voie difficile que le film emprunte en termes de mise en scène, et qui laisse encore de la place à des scènes de violence outrancières, est tout à fait remarquable ». La Cinémathèque française qui lui a consacré une rétrospective en 2022 estime que c'est « le film qui apporte au cinéaste la reconnaissance d'une critique plus classique, en dehors des sentiers battus du bis ».